# Vigili de Thapse
Vigili de Thapse (Vigilius Thapsensis) fou un bisbe de la Bizacena que va viure al segle v i va florir a la part final d'aquest segle quan Àfrica era dominada pels vàndals arrians. Com que era ortodox fou expulsat de la seva seu per Huneric el 484 i es va refugiar a Constantinoble on va compondre diverses obres de caràcter polèmic. Encara que hi ha dubtes d'atribució, la llista possible de les seves obres és:
- I. Adversus Nestorium et Eutychem Libri quinque pro defesione Synodi Chalcedonensis

- II. Altercatio sub nomine Athanasii adversus Arium

- III. Altercationes tres

- IV. De Trinitate s. De unita Trinitate Deitatis Libri XII

- V. De Unitate Trinitatis ad Optatum s. Dialogus inter Augustinum et Felicianum Arianum

- VI. De Trinitate adversus Varimadum (or Marivadum) Libri tres

- VII. Contra Palladium Arianum episcopum